# 鷲宮町
鷲宮町（わしみやまち）は、かつて埼玉県の北東に存在していた町である。「鷲宮神社」の鳥居前町である。2010年（平成22年）3月23日、同県久喜市、南埼玉郡菖蒲町、北葛飾郡栗橋町と新設合併して消滅した。現在でも旧鷲宮町域を総称して鷲宮地区という。
近年開設された東鷲宮駅周辺で「東鷲宮ニュータウン」の開発が進められており、人口は現在も増加傾向にある。東京都区部への通勤率は20.4 %（平成17年国勢調査）。旧・南埼玉郡（武蔵国埼玉郡）、のち北葛飾郡旧桜田村と合併後は北葛飾郡に属した。

## 地理
関東平野のほぼ中央部に位置し、低地が中心の地形である。東武伊勢崎線が南東部から北西部へと縦断し、JR東北本線（宇都宮線）が南北を縦断する。また、東北新幹線が東部を通過する（停車駅は存在しない）。町の面積は埼玉県内で3番目に狭かった。

### 地名
| - 鷲宮地区 - 上内 - 久本寺 - 葛梅 - 栄 - 砂原 - 中妻 - 鷲宮 - 中央（現：鷲宮中央） | - 桜田地区 - 上川崎 - 桜田 - 外野 - 西大輪 - 東大輪 - 八甫 |

### 河川
| - 中川 - 北側用水路（北側用排水路） - 葛西用水路 - 天王新堀 - 青毛堀川 - 青毛新堀川 - 稲荷台用水 | - 椎名落川 - 中落堀川 - 新川用水 - 江川堀 - 大中落悪水路 - 中落悪水路 - 平沼落川 |

### 池沼
- 宝泉寺池
- 光天之池
- 弦代公園調節池
- 沼井公園調節池

### 旧鷲宮町
注意：ここに記した旧鷲宮町は1955年（昭和30年）1月1日合併以前の町域を対象としており、桜田地区に関しては桜田村の項を参照されたい。
以下は各大字に対する小字地である。

#### 鷲宮（わしのみや）
大字鷲宮は明治合併以前、鷲宮村（わしのみやむら）であった。
| - 大境（おほさかひ） - 遠下（とうしも） - 内下（うちした） - 女体（によたい） - 新田前（しんでんまへ） - 蔵ノ迫戸（くらのせと） - 久保（くぼ） - 前通（まへとほり） - 二枚橋（にまいはし） - 中島（なかしま） - 前川原（まへかはら） - 諏訪（すはう） - 上手（かみて） - 内美輪（うちみわ） - 中新井（なかあらゐ） - 川原（かはら） - 上川原（かみかはら） - 上新井（かみあらゐ） - 南天王（みなみてんわう） - 善久（ぜんきう） - 平野（ひらの） - 池の台（いけのたい） - 外美輪（そとみわ） - 北天王（きたてんわう） - 外古川（そとこかは） - 内古川（うちこかは） - 堤外（つつみぐわい） | - 台通（だいとほり） - 金山（かねやま） - 中郷内（なかがううち） - 諏訪木（すはうき） - 天神脇（てんじんわき） - 新宿（しんしゆく） - 大裏（おほうら） - 平間（ひらま） - 外穴辺（そとあなべ） - 内穴辺（うちあなべ） - 内野（うちの） - 神明裏（しんめいうら） - 堀の内（ほりのうち） - 内前野（うちまへの） - 美津児（みつご） - 大塚越（おほつかこえ） - 中立（なかたて） - 宮前 - 前沼（まへぬま） - 蒲原（かばはら） - 内荒久（うちあらく） - 前荒久（まへあらく） - 社宮司（しやぐうし） - 北野（きたの） - 中亀（なかかめ） - 野尻（やしり） |

#### 上内（うえうち）
大字上内は明治合併以前、上内村（うえうちむら）であった。
| - 間道（あひのみち） - 亀尻（かめしり） - 椎名（しひな） | - 砂原（すなはら） - 宿（しゆく） |

#### 葛梅（くずめ）
大字葛梅は明治合併以前、葛梅村（くずめむら）であった。
| - 七曲（ななまがり） - 屋敷前（やしきまへ） | - 堤下（つつみした） - 外野（そとの） |

#### 中妻（なかづま）
大字中妻は明治合併以前、中妻村（なかづまむら）であった。
| - 台（たい） - 道下（みちしも） - 東（ひがし） - 八反田（はつたんだ） - 仏田 - 蛭田（ひるた） - 下陰（しもかげ） - 椎名（しひな） | - 蓮川原（はすかはら） - 北八反田（きたはつたんだ） - 宮田（みやた） - 押切（をしきり） - 外野上（そとのかみ） - 高浦（たかうら） - 宮沼（みやぬま） - 前田（まへた） |

#### 久本寺（くほんじ・きゅうほんじ）
大字久本寺は明治合併以前、久本寺村（くほんじむら）であった。
| - 新田（しんでん） - 谷田（やでん） - 本田（ほんでん） | - 上櫛毛（かみくしけ） - 下櫛毛（しもくしけ） |

## 歴史

### 町名の由来
古墳時代の土師部の居住地の宮「土師宮」の転訛である「鷲宮」（わしのみや）を合併（桜田村との昭和時の合併）の為、地方公共団体の名称として読みを「わしみや」としたもの。こういった事情から駅名や神社名などは現在でも「わしのみや」の読みが使われている。なお、町内の地名「鷲宮」については住居表示が実施されている鷲宮一丁目から鷲宮六丁目では「わしみや」、未実施の大字鷲宮では「わしのみや」が正式な読みとなっており錯綜していたが、久喜市ほか2町との合併後は全て「わしのみや」に統一された。

### 沿革
- 古代から中世までは武蔵国埼玉郡、旧桜田村は下総国葛飾郡に属し、近世以降葛飾郡域も武蔵国に編入された。
- 1193年（建久4年） - 鷲宮神社より鎌倉幕府へ乱世の前触れがあった折を伝えると、源頼朝より鷲宮神社へと馬が奉納された。
- 1203年（建仁3年） - 源実朝より鷲宮神社へ馬が奉納される。
- 1591年（天正19年） - 徳川家康より鷲宮神社へ寺社領が寄進される。
- 1869年（明治2年）1月28日 (旧暦) - 武蔵知県事・宮原忠治の管轄区域をもって大宮県が発足（県庁は日本橋馬喰町）。
- 1869年（明治2年）9月29日 (旧暦) - 県庁が浦和に移転し、大宮県から浦和県に改称。
- 1871年（明治4年）11月14日 (旧暦) - 浦和県・忍県・岩槻県の3県が合併して埼玉県が誕生。
- 1873年（明治6年） - 鷲宮学校・大輪学校・川崎学校・八甫学校が開校する。
- 1874年（明治7年） - 中妻学校が開校する。
- 1877年（明治10年） - 上内学校が寿徳寺に開校する。
- 1884年（明治17年） - 南埼玉郡台村の五十嵐八五郎が梨栽培を南埼玉郡北部周辺に伝える。
- 1886年（明治19年） - 鷲宮学校・中妻学校・上内学校が合併し上内学校となる。
- 1889年（明治22年）4月1日 - 町村制施行に伴い鷲宮村・上内村・葛梅村・中妻村・久本寺村が合併し、南埼玉郡鷲宮村（わしのみやむら）となる。また八甫村・西大輪村・東大輪村・外野村・上川崎村・中川崎村・下川崎村が合併して北葛飾郡八輪野崎（やわのざき）村となる。八輪野崎村はその年のうちに桜田（さくらだ）村と改称する。
- 1894年（明治27年） - 上内学校が鷲宮尋常小学校となる。
- 1896年（明治29年） - 明治天皇が鷲宮神社を訪れる。
- 1902年（明治35年）9月6日 - 東武鉄道伊勢崎線鷲ノ宮（わしのみや）駅が開業する。
- - 同年、鷲宮郵便局が開局する。
- 1908年（明治41年） - 鷲宮小学校および桜田小学校が現在地に建て替えられる。
- - 同年、電信による通信が開始される。
- 1910年（明治43年） - 関東大水害により利根川が決壊し水害が発生する。
- 1916年（大正5年） - 桜田尋常小学校に高等科が設置される。
- 1922年（大正11年） - 鷲宮尋常小学校に高等科が設置される。
- - 同年、大字八甫に初めて電燈がつく。
- 1923年（大正12年） - 関東大震災が発生する。
- 1925年（大正14年） - ラジオ放送が開始される。
- 1933年（昭和8年）4月17日 - 町制施行により、鷲宮村が南埼玉郡鷲宮町（わしのみやまち）となる。
- 1947年（昭和22年） - 鷲宮中学校・桜田中学校が開校する。
- - 同年、カスリーン台風により水害が発生する。
- 1949年（昭和24年） - 7月に集団赤痢が発生。周辺の町村と合わせて300人余りが罹患[3]。
- 1953年（昭和28年） - テレビ放送が開始される。
- 1955年（昭和30年）1月1日
  - 南埼玉郡鷲宮町・北葛飾郡桜田村（大字中川崎・大字下川崎は幸手町に合併）が合併し、北葛飾郡鷲宮町（わしみやまち）となる。同時に南埼玉郡から北葛飾郡に所属変更する。
    - 対等合併のため町名を「わしみや」、郡を「北葛飾郡」に変更した。

  - 東武鉄道伊勢崎線鷲ノ宮駅が鷲宮（わしのみや）駅に改称する。
- - 同年3月、町章が制定される。
- 1957年（昭和32年） - 葛梅地区に簡易水道が整備される。
- 1960年（昭和35年） - 鷲宮町役場の庁舎が建て替えられる。
- 1961年（昭和36年） - 桜田地区に簡易水道が整備される。
- 1962年（昭和37年） - 北葛飾郡幸手町ほか三ヶ町衛生組合が設立される。
- - 同年、町内小中学校での給食が開始される。
- 1964年（昭和39年） - 北葛飾郡栗橋町ほか五ヶ市町村水防事務組合が設立される。
- - 同年、有線放送が開始される。
- 1966年（昭和41年） - 屎尿処理場が設置される。
- 1967年（昭和42年） - 鷲宮中学校および桜田中学校が統合され鷲宮中学校となる。
- - 同年、鷲宮小学校および桜田小学校にプールが整備される。
- - 同年、県道大宮栗橋線（現：県道さいたま栗橋線）が開通する。
- 1969年（昭和44年） - 鷲宮中学校の校舎が現在地に建設される。
- - 同年、久喜町・鷲宮町消防組合が設立される。
- - 同年、県道加須幸手線のバイパスが開通する。
- 1970年（昭和45年） - 11か所の簡易水道が整備される。
- - 同年、三カ年計画で第一浄水場を建設し、井戸3本を掘削する許可が埼玉県知事より認可される。
- 1971年（昭和46年） - 上水道施設が竣工し給水が開始される。
- - 同年、桜田小学校に3階建て校舎が整備される。
- - 同年、上内小学校が開校する。
- 1972年（昭和47年） - 鷲宮町に初めて保育所が開所する。
- - 同年、鷲宮小学校に3階建ての校舎が整備される。
- - 同年、電話がダイヤル式となる。
- - 同年、11か所の簡易水道が1つとなる。
- 1973年（昭和48年） - 鷲宮町全体の上水道が第一浄水場より送水されるようになる。
- 1974年（昭和49年） - 学校給食センターが設置される。
- - 同年、久喜地区消防組合久喜消防署鷲宮分署が設置される。
- - 同年、鷲宮町民歌が作られる。
- - 同年、埼玉県知事の許可により上水道用の井戸を1本増設する。
- - 同年、三カ年計画で八甫に第二浄水場を建設し、井戸を2本掘削する。
- 1975年（昭和50年） - 久喜地方下水道組合が設立される。
- 1976年（昭和51年） - 老人福祉センターが開設される。
- - 同年、砂原小学校が開校する。
- 1978年（昭和53年） - 埼玉県立鷲宮高等学校が開校する。
- 1979年（昭和54年） - 中央公民館が開設される。
- - 同年、保健センターが開設される。
- - 同年、教育委員会庁舎が竣工する。
- - 同年、鷲宮小学校および砂原小学校にプールが竣工する。
- - 同年11月、町の花（コスモス）および町の木（月桂樹）が制定される。
- 1980年（昭和55年） - 機械化センターが開設される。
- - 同年、鷲宮運動広場が竣工する。
- - 同年、東コミュニティーセンターが開設される。
- - 同年、桜田小学校に新プールが整備される。
- - 同年、鷲宮町発足25周年記念行事が行われる。
- - 同年、都市計画道路幸手鷲宮線が開通する。
- 1981年（昭和56年） - 上内小学校に新プールが整備される。
- - 同年、西大輪に運動広場が開設される。
- - 同年、都市計画道路川越栗橋線が開通する。
- - 同年、第二浄水場が竣工する。
- 1982年（昭和57年）6月23日 - 日本国有鉄道東北本線（現：JR東日本宇都宮線）東鷲宮（ひがしわしのみや）駅が暫定開業する。
- - 同年、東北新幹線が開通と同時に東鷲宮駅が本開業する。
- - 同年、第二浄水場が開設される。
- - 同年、東大輪に運動広場が開設される。
- - 同年、東中学校が開校する。
- - 同年、県水の受水が開始される。第二浄水場へ庄和浄水場からの県水を引水する。
- - 同年、勤労者体育センター（現：鷲宮町体育センター）が開設される。
- 1984年（昭和59年） - 庄和浄水場からの引水を中止し、行田浄水場からの県水の受水が開始される。
- - 同年、下水道工事が開始される。
- 1985年（昭和60年） - 児童館が開館する。
- - 同年、西中学校が開校する。
- 1988年（昭和63年） - 八甫クリーンセンターが開設される。
- 1990年（平成2年） - 鷲宮町役場の新庁舎が竣工する。
- 1991年（平成3年） - 東鷲宮小学校が開校する。
- - 同年、鷲宮町立図書館が開館する。
- - 同年、第一浄水場の改修が行われる。
- 1992年（平成4年） - 温水プールが開設される。
- - 同年、第二浄水場の改修が行われる。
- 1993年（平成5年） - 埼玉県の許可を受け五カ年計画で第二浄水場施設の増設を行う。
- - 同年9月1日、「人間尊重・平和都市」宣言がなされる。
- 1994年（平成6年） - 西コミュニティセンターが開設される。
- 1995年（平成7年） - 10月、町民憲章が制定される。
- 1997年（平成9年） - 鷲宮町立図書館の新館が開館する。
- 1998年（平成10年） - 鷲宮町立郷土資料館が開館する。
- - 同年、田園都市づくり協議会による公共施設の相互利用が開始される。
- 2001年（平成13年） - 久喜地区消防組合鷲宮分署が移転する。
- 2004年（平成16年） - 鷲宮町が町制50周年を迎える。
- - 同年、彩の国まごころ国体が開催される。
- 2007年（平成19年）- アニメらき☆すたの影響により、オタク系の観光客が急増する。
- 2010年（平成22年）3月23日 - 当町・北葛飾郡栗橋町・南埼玉郡菖蒲町・久喜市が合併し、新たに久喜市が発足した。

### 平成の大合併における動向
久喜市・幸手市と合併協議を行い、2005年に「桜宮市」となる予定であったが2004年9月11日の住民投票で久喜市において反対票が上回り、合併は白紙になった。その後、町長は市町村の合併の特例等に関する法律（新・合併特例法）の効力を失う前に久喜市を中心として合併したい旨2007年9月、定例会で表明した。2008年8月、第4回1市3町合併協議会で2010年3月までに久喜市、南埼玉郡菖蒲町、北葛飾郡栗橋町、当町の1市3町での合併を目指すこととし、新しい市名は「久喜市」とすることと決定した。
2009年5月28日に1市3町の首長が合併協定書に調印。2010年3月23日、新たに「久喜市」の発足により鷲宮町は消滅した。

## 行政
- 首長：本多健治（2004年10月2日 - 2010年3月22日）
- 町議会（定数12）：公明党1、民主党1、日本共産党2、無所属8
- 会派構成：新成会6、日本共産党2、無会派4（公明1、民主1、無所属2）

保守系の新成会が絶対過半数を握り、議会の実権を握っていた。

### 広域行政
- 栗橋町外五箇市町水防事務組合（春日部市、幸手市、北葛飾郡栗橋町、北葛飾郡杉戸町、茨城県猿島郡五霞町と共に水防事務を行っている）
- 広域利根斎場組合（加須市、久喜市、幸手市、北埼玉郡騎西町、北埼玉郡北川辺町、北埼玉郡大利根町、南埼玉郡宮代町、南埼玉郡菖蒲町、北葛飾郡栗橋町と共に斎場運営を行っている）
- 栗橋・鷲宮衛生組合（北葛飾郡栗橋町と共に、ごみ及びし尿処理を行っている）
- 久喜地区消防組合（久喜市、当町、南埼玉郡菖蒲町、北葛飾郡栗橋町、南埼玉郡宮代町）
- 田園都市づくり協議会（公共施設の相互利用や災害時の相互支援を目的としている。）

## 経済

### 産業
- 主な産業
- 産業人口（2000年国勢調査）
  - 第一次産業=2.3 %
  - 第二次産業=31.0 %
  - 第三次産業=65.6 %

### 商業
- 南部開発
  - 鷲宮南部開発株式会社と山一興産株式会社が開発事業者となり、当町南部地区（久本寺・間之道）に大型商業施設を建設する事業。開発予定地の敷地面積は155,737.58平方メートルで、その中に道路と大型商業施設を建設する。大型商業施設の概要は、「アリオ亀有」をイメージして作られた南側の4階建の建物にはイトーヨーカドーを核店舗として衣料量販店を始めとした専門店が入る。当初2010年11月に開店予定とされていたが、2012年11月22日に「アリオ鷲宮」として開業した。現在駐車場として暫定的に使用している北側の用地には、家電量販店、地域振興型店舗、ホームセンター、シネマコンプレックスを始めとした専門店が入る3階建の建物が建設される予定で、開店時期は未定とされている。また開発者の負担によって埼玉県道3号さいたま栗橋線と埼玉県道12号川越栗橋線を埼玉県道153号幸手久喜線を延伸する形でつなぐ市道の整備が行われた。2009年（平成21年）3月に埼玉県より公告された。
- 東鷲宮・桜田
  - 2008年10月にベルクやケーヨー、セキ薬品、ファッションセンターしまむらなどを中心とした「ベスタ東鷲宮」が開業した。2018年5月現在、ケーヨーは閉店しホーマックとなっている。

#### 主な商業施設
- イオン東鷲宮店
- カスミ鷲宮店
- セキ薬品鷲宮店、鷲宮西店、ベスタ東鷲宮店
- ザ・ダイソー鷲宮店
- マルハン鷲宮店
- 日本海庄や東鷲宮店
- 太宝堂鷲宮店

### 工業
- 鷲宮産業団地

### 金融機関
- 埼玉りそな銀行鷲宮支店
- 川口信用金庫鷲宮支店
- 埼玉みずほ農業協同組合（JA埼玉みずほ）
  - 桜田支店
  - 鷲宮支店

### 電話番号
市外局番は町内全域が「0480」。同一市外局番の地域との通話は、市内通話料金で利用可能（久喜MA）。収容局は鷲宮局、久喜局（大字西大輪の一部のみ）。

### 郵政
郵便番号は町内全域が「340-02xx」（郵便事業久喜支店）である。
- 鷲宮郵便局
- 鷲宮上内郵便局
- 東鷲宮駅前郵便局

## 姉妹都市
- ローワーグイネッド（アメリカ合衆国ペンシルベニア州）
  - 1992年10月31日、姉妹都市提携

## 地域

### 健康
- 平均年齢：41.6歳（男=41.1歳、女=42.1歳。2006年1月1日現在）
- 公共下水道普及率：70.0 %（2008年度末）

### 学校

#### 小学校
- 鷲宮町立上内小学校
- 鷲宮町立桜田小学校
- 鷲宮町立砂原小学校
- 鷲宮町立東鷲宮小学校
- 鷲宮町立鷲宮小学校

#### 中学校
- 鷲宮町立西中学校
- 鷲宮町立東中学校
- 鷲宮町立鷲宮中学校

#### 高等学校
- 埼玉県立鷲宮高等学校

### 公共施設
- 鷲宮運動場
- 福祉センター
- 保健センター
- 中央公民館
- 町民温水プール
- 桜田運動公園
- 図書館
- 郷土資料館
- 児童館
- コミュニティ広場
- 鷲宮町体育センター
- 農業センター
- 弦代公園
- 沼井公園
- 花と香りのふれあいセンター
- 東コミュニティセンター　さくら
- 西大輪運動広場
- デイケア施設「趣味の家」
- デイケア施設「ゆう・あい」
- 西コミュニティセンター　おおとり

### 警察
- 久喜警察署（久喜市）
  - 鷲宮交番
  - 東鷲宮駅前交番

### 消防
- 久喜地区消防組合
  - 鷲宮分署

## 交通

### 鉄道路線
- 東武伊勢崎線鷲宮駅

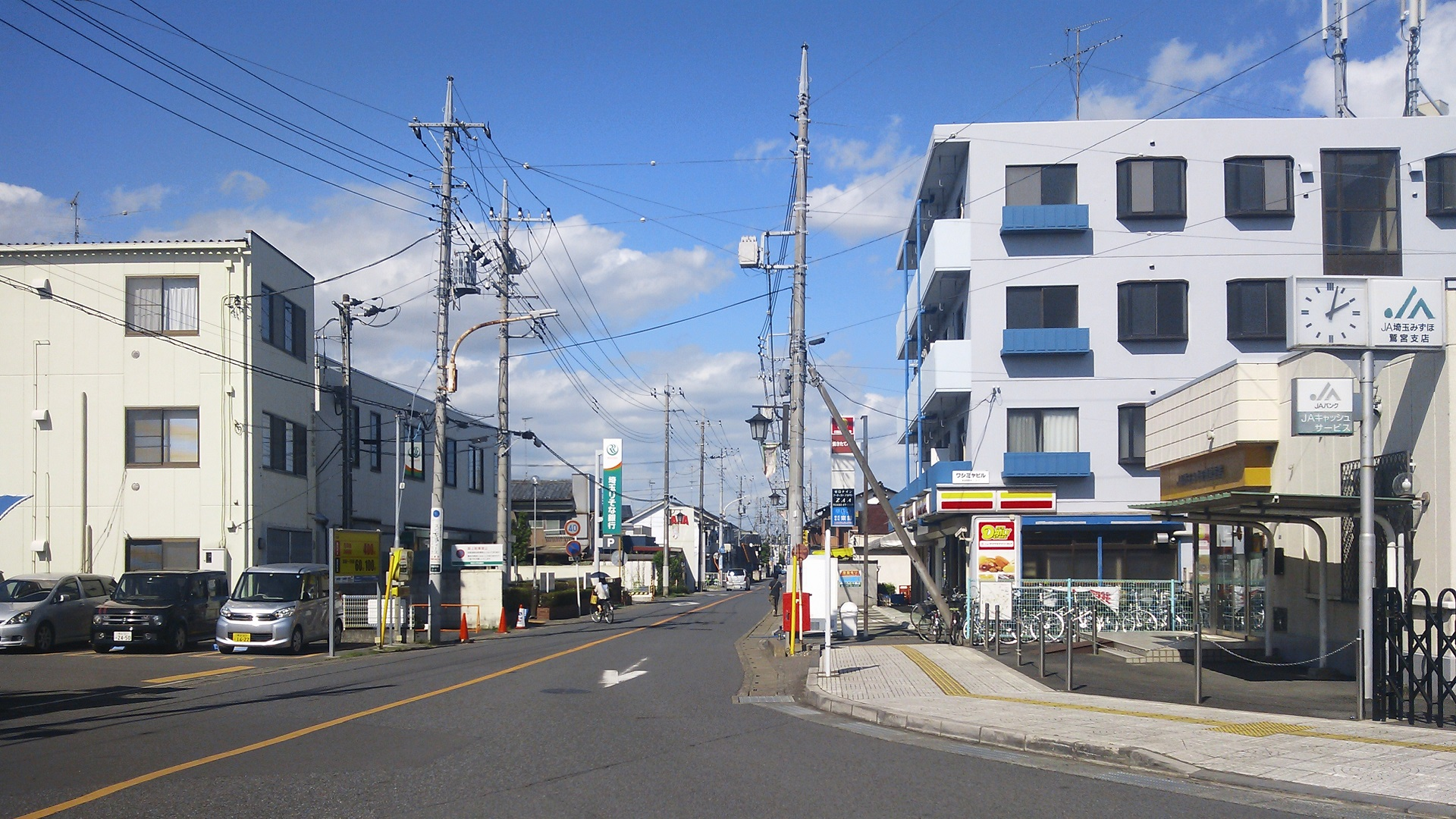
鷲宮駅東口駅前

- 東日本旅客鉄道（JR東日本）東北本線（宇都宮線）東鷲宮駅

### 路線バス
- 中田観光バス
- 朝日自動車
- 鷲宮町営バス（本数僅か）

### タクシー
タクシーの営業区域は県南東部交通圏で、春日部市・草加市・越谷市・久喜市・八潮市などと同じエリアとなっている。

### 道路
- 県道
  - 主要地方道
    - 埼玉県道3号さいたま栗橋線
    - 埼玉県道12号川越栗橋線

  - 一般県道
    - 埼玉県道152号加須幸手線
    - 埼玉県道410号鷲宮停車場線

## 名所・旧跡・観光スポット・祭事・催事
- 鷲宮神社

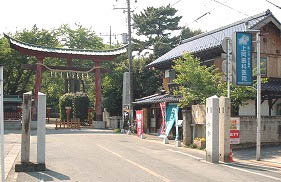
鷲宮神社鳥居

  - 関東最古の大社。漫画及びアニメ作品『らき☆すた』の登場人物である柊家が住む神社のモデルにもなり、多くのファンが神社を訪れた。それが縁で地元商工会が中心となり『らき☆すた』を使った町おこしのイベントを主催している[5]。また町も神社近隣となる架空の住所に柊家を住民登録し、2008年4月7日より特別住民票の交付（有償頒布）を行った[6]。
- コスモスふれあいロード
  - 町おこしの一環として整備された。秋には名称の由来であるコスモスの花が道路の両脇に咲き乱れるほか、6月にはポピーも咲く。全線を通して「葛西用水路」に沿っており、途中町役場や町立図書館の近隣も通過する。毎年8月にはコスモスの一斉種まきが行われるほか、見ごろにあわせてJR東日本の主催する「駅からハイキング」も開催される。
- 鷲宮催馬楽神楽（土師一流催馬楽神楽。重要無形民俗文化財）1976年5月4日に第1回として全国で30件が指定された中の1件。
- 百観音温泉
- 鷲宮砂丘（内陸砂丘）

## 出身有名人
- 石堂和人（サッカー選手）
- 川内優輝（陸上競技選手） ※生まれは東京都世田谷区
- 川内鮮輝（陸上競技選手） ※生まれは東京都世田谷区
- 川内鴻輝（陸上競技選手、久喜市議会議員） ※生まれは東京都世田谷区
- 武重聖一（俳優）

### 名誉町民
- 大木義一（初代町長）
- 小倉富治（元町長）
- 渡邊正義（前町長）